# Liz Phair
Pour les articles homonymes, voir Phair.
Liz Phair, de son vrai nom Elizabeth Clark Phair, née le 17 avril 1967, est une auteur-compositeur-interprète et guitariste américaine. Originaire de Chicago, elle obtient un très bon accueil tant de la part des critiques qu'auprès du public, dès son premier album Exile in Guyville, sorti en 1993.

## Biographie
Liz Phair est née à New Haven dans le Connecticut, mais a grandi dans une banlieue de Chicago auprès de parents adoptifs d'un milieu social favorisé. Lycéenne à la New Trier High School, elle intègre ensuite l'Oberlin College, dans l'Ohio, en vue d'étudier l'histoire de l'art.
Plus tard, elle rencontre le guitariste Chris Brokaw et ils s'installent ensemble à San Francisco pour une brève période. De retour à Chicago, Liz Phair commence à écrire ses premières chansons et enregistre des démos autoproduites sous le nom de Girlysound, vivant de la vente de ses propres dessins dans les rues de Chicago. Très vite, elle devient une figure de la scène alternative de Chicago. Elle sympathise avec des groupes émergents tels que Material Issue et Urge Overkill, mais aussi avec des gens tels que Brad Wood et John Henderson, propriétaires de Feel Good All Over, un label indépendant de Chicago. Ce label envisage même de produire une version réenregistrée des maquettes de Girlysound, mais ce projet ne voit jamais le jour en raison de divergences entre John Henderson et Liz Phair.
Liz Phair décroche ensuite un contrat chez Matador Records, grâce à Chris Brokaw qui transmet au label ses enregistrements de Girlysound. Le premier album de Liz Phair, Exile in Guyville, sort donc en 1993, et obtient immédiatement un accueil excellent de la part de la critique et du public.[réf. nécessaire] Cet album apparaît, selon la chanteuse, comme sa réponse à l'album des Rolling Stones Exile on Main Street, à la fois dans les mélodies et les styles mais aussi les paroles des chansons. Grâce au succès critique de l'album Exile in Guyville et grâce à cette comparaison, de nombreux puristes du rock classique, auparavant récalcitrants, se mettent à s'intéresser à la scène rock indé.
L'album de Liz Phair contient des textes qui témoignent du penchant de la chanteuse pour l'évocation crue de thèmes liés au sexe, par exemple dans sa chanson Flower : "Everytime I see your face I get all wet between my legs, Everytime you pass me by, I heave a sigh of pain, […]". En dépit du caractère provocateur des paroles, bon nombre de ses chansons dégagent une impression de détachement, voire de froideur émotionnelle, du fait de sa voix très particulière, d'une tonalité basse, sans aucun vibrato.
En 2003, après deux albums qui ont succédé à Exile in Guyville, elle accepte de voir apparaître sa chanson Explain it to m tirée d'Exile in Guyville dans le film Thirteen de Catherine Hardwicke. Ce qui donne un nouvel élan à sa carrière.
Elle mesure 1 mètre 57.

## Apparition
Elle apparait à la fin de l'épisode 8x08 de la série Charmed. Elle donne un concert au P3 (le club des sœurs Halliwell) et chante sa chanson Somebody's Miracle. Sa chanson Extraordinary sera aussi reprise dans Charmed dans l'épisode 21 de la saison 5 (Le choc des Titans).

## Discographie

### Albums studio
- 1993 - Exile in Guyville (Album classé parmi les 50 (22/50) plus grands albums de tous les temps catégorie "Women who rock" par Rolling Stone Magazine)[5]
- 1994 - Whip-Smart
- 1998 - Whitechocolatespaceegg
- 2003 - Liz Phair
- 2005 - Somebody's Miracle
- 2010 - Funstyle
- 2021 - Soberish

### EP
- 1995 - Juvenilia
- 2003 - Comeandgetit
- 2006 - The Living Corpse EP

### Démos
- 1991 - Girlysound
- 1996-1997 - The whitechocolatespaceegg Sessions
- 2003 - The Liz Phair Sessions

### Singles ne figurant pas sur des albums
- 1993 - Carnivore
- 1996 - Rocket Boy
- 2003 - Insanity